# Jarabe tapatío

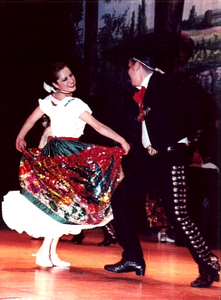
Jarabe tapatío com a vestimenta tradicional china poblana.

Jarabe tapatío é a dança nacional do México. Originou-se como dança de cortejo em Guadalajara, Jalisco, durante o século XIX, embora seus elementos remontem a danças espanholas como a zambra e o jarabe gitano, que já eram populares durante o tempo do vice-reinado. As mulheres tradicionalmente se vestem no estilo china poblana, enquanto os homens vestem-se como charros.
A música-padrão do jarabe tapatío foi composta por Jesús González Rubio no século XIX, ainda que seu arranjo instrumental mais comumente usado date da década de 1920. No entanto, torna-se confuso com La Raspa, que é uma dança folclórica de Veracruz. Atualmente, sua música é tocada tanto por grupos de mariachi quanto por conjuntos de cordas.

## História
A palavra jarabe (do árabe xarab), originalmente significando "mistura de ervas", descreve a combinação de vários ritmos (sones) e danças (zapateados) mexicanas. Tapatío, o denônimo popular relacionado a Guadalajara, reflete a origem desse particular jarabe.  Várias outras danças conhecidas como  jarabes tiveram existência nos séculos XVIII e XIX, tais como o jarabe de Jalisco, o jarabe de atole e o jarabe moreliano, mas a versão tapatío é de longe a mais conhecida. Discute-se a autenticidade do jarabe tapatío enquanto dança folclórica. O pesquisador  Nicolás Puentes Macías, de Zacatecas, declara que os jarabes autênticos estão quase extintos no México, sendo encontrados apenas em pequenas frações de Zacatecas e de Jalisco, e que o jarabe tapatío seria na verdade uma forma de outra dança, chamada "tonadilla".
A primeira evidência documentada da dança é datada do final do século XVIII, sendo originalmente dançada por pares de mulheres de forma a evitar a desaprovação da Igreja. Pouco antes da Guerra de Independência do México os casais começaram a dançá-la, com uma apresentação pública no Teatro Coliseo em 1790 na Cidade do México. Logo após essa performance, o jarabe foi banido pelas autoridades coloniais e religiosas sob as alegações de ofensa à moral e aos bons costumes além de desafio ao jugo espanhol. No entanto, isto apenas serviu para aumentar a popularidade dança como forma de protesto e rebelião, com as pessoas continuando a praticá-la ilegalmente em praças públicas e festivais de vizinhança.

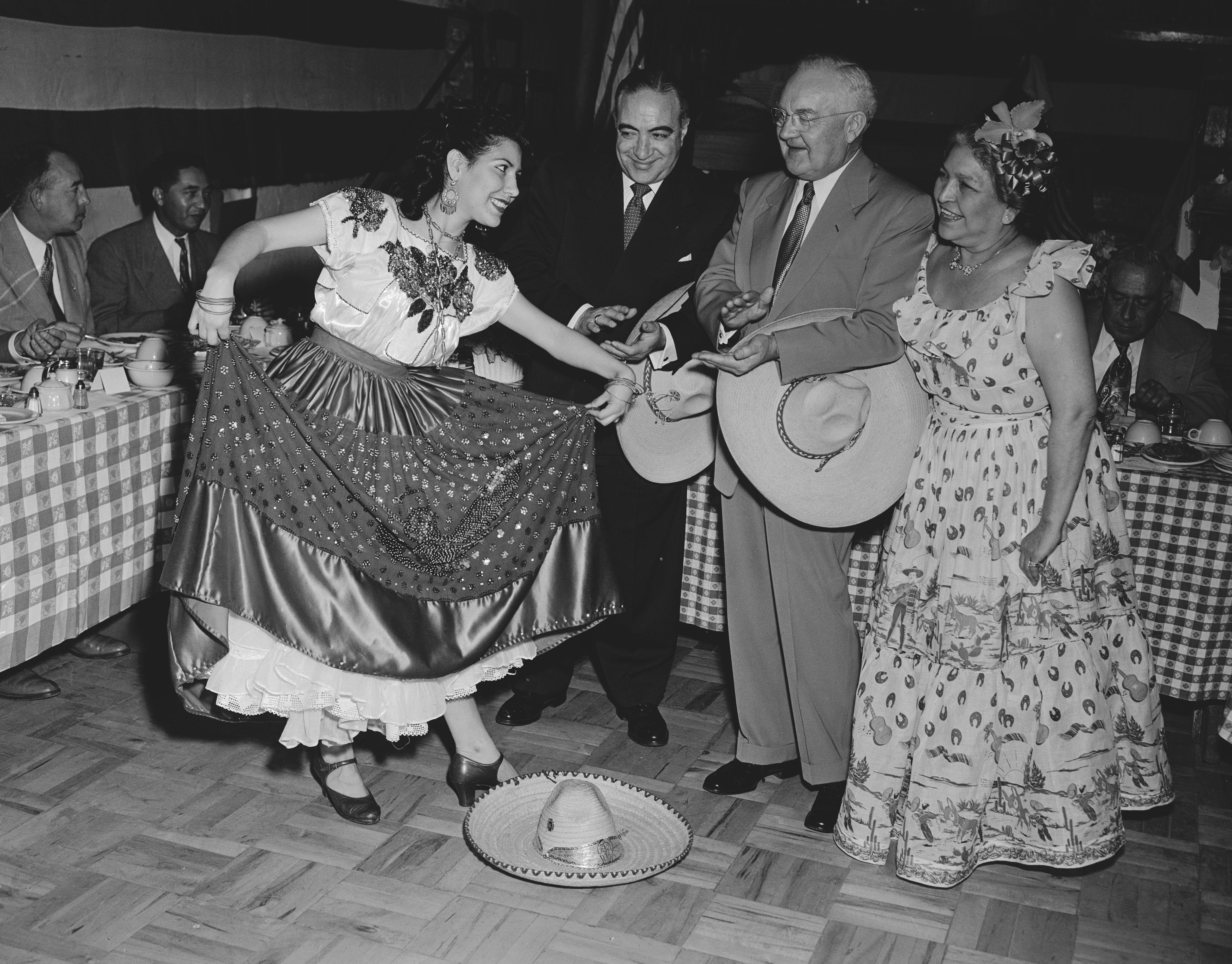
Dançarinos de Jarabe nas celebrações do Cinco de Mayo em Los Angeles (1952).

Logo após a Independência, o jarabe e as outras danças cresceram e tiveram sua popularidade aumentada, após o fim das restrições da época colonial. A população festejou o fim da guerra em 1821 com grandes festas, com o jarabe em posição de desaque. O Jarabe e outras danças folclóricas começaram a ser vistas como parte da identidade nacional mexicana em emergência. O jarabe manteria várias formas regionais, mas a associada a Guadalajara é que viria a ganhar status nacional, tornando-se popular não apenas na própria cidade, mas como também na capital nacional, como dança das elites por volta da década de 1860. Por volta dessa época, o professor de música de Guadalajara, Jesús González Rubio, compôs a melodia para a dança que viria a se tornar o padrão e símbolo da unidade nacional, levando a dança a se tornar a "dança nacional" do México e que viria a ganhar reconhecimento público. À época da Revolução Mexicana, a dança já se tornara popular entre todas as classes sociais. Sua fama internacional veio quando a dançarina russa Anna Pavlova a adicionou ao seu repertório permanente após uma visita ao México em 1919.
O jarabe permaneceu em alta no México até por volta de 1930, especialmente na Cidade do México. Ela permanece sendo ensinada em quase todas as escolas de educação básica do país.

## Performance

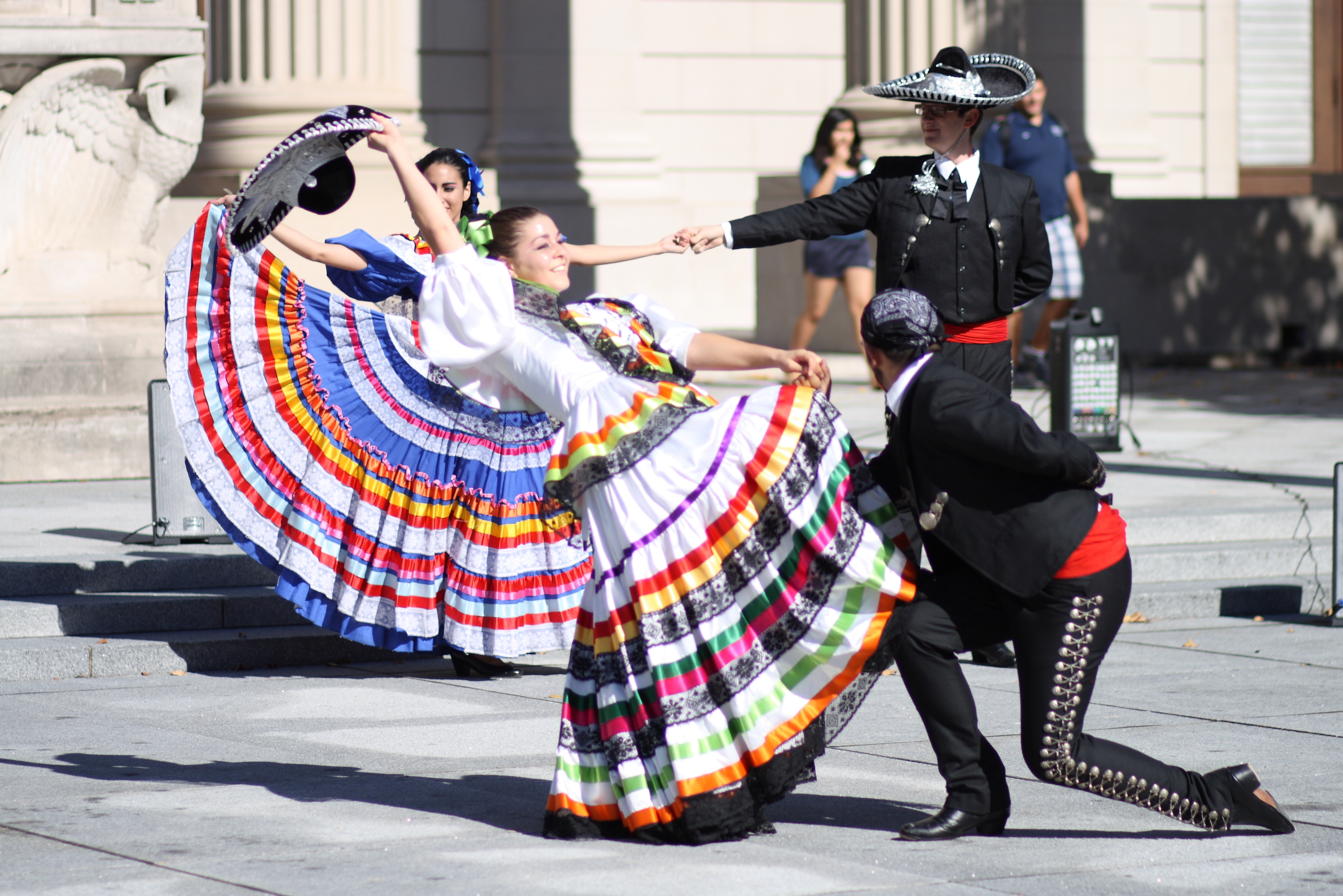
Dançarinos de Jarabe na Universidade Yale.

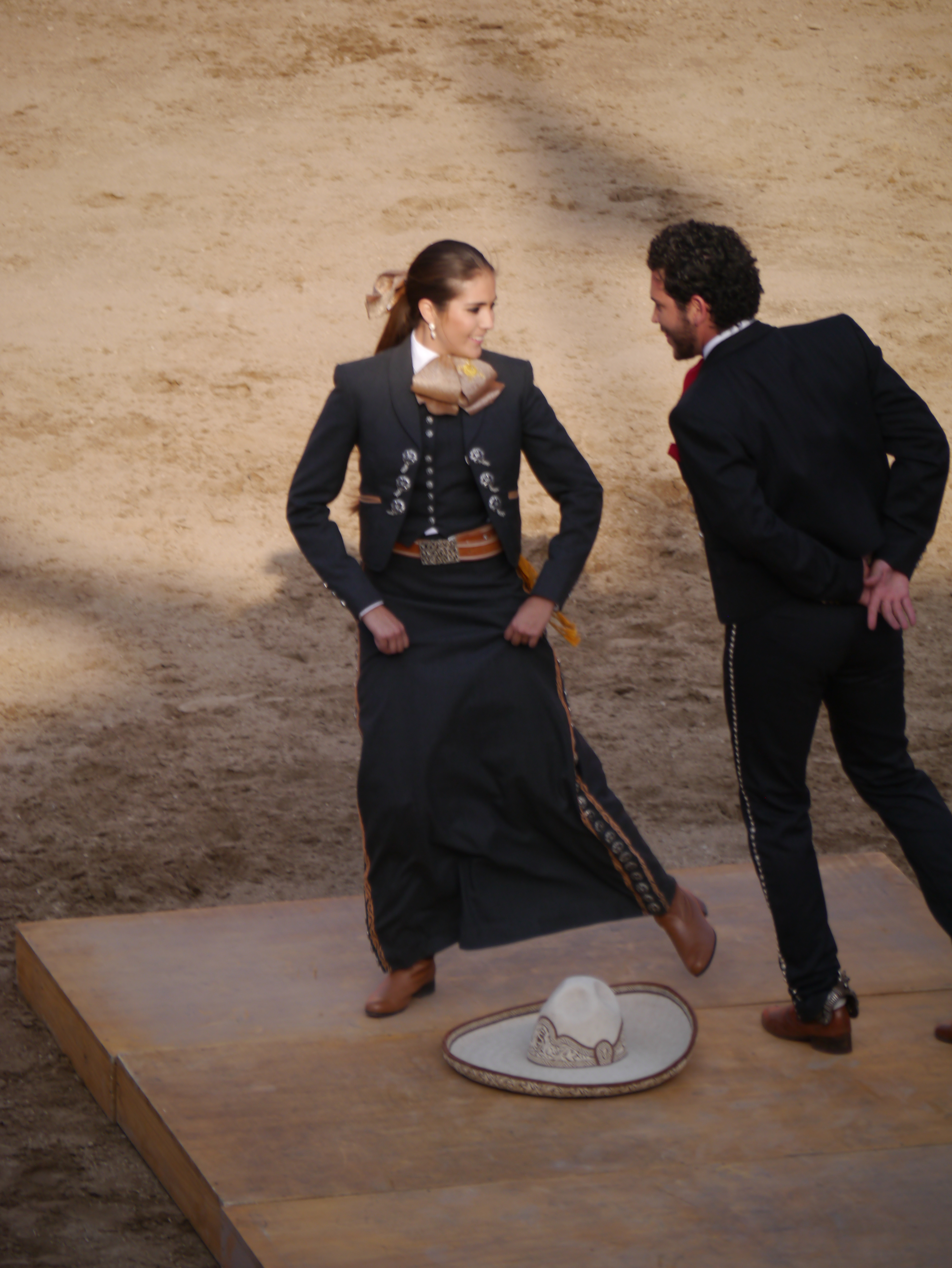
O jarabe tapatío começa com a dança em volta de um sombrero.

A dança representa a corte de um homem a uma mulher, com esta de início rejeitando os avanços do primeiro, mas depois aceitando-os. O componente sexual é claramente definido, ainda que metafórico, tendo sido esta a razão original de sua desaprovação pelas autoridades.
Conforme a dança perdeu seu status controverso e ganhou reputação de dança nacional, os dançarinos vieram a se vestir num estilo que fosse altamente representativo das mulheres e homens mexicanos. Para as mulheres, o estilo mais tradicional é denominado "China Poblana." A combinação de blusa e saia originou-se de uma indiana que veio ao México no Galeão de Manila para trabalhar como criada no início do século XIX. Seu vestido asiático foi imitado e depois adaptado no estado de Puebla, com a saia sendo altamente bordada e decorada com imagens patrióticas. A vestimenta tradicional para os homens é a do charro, geralmente decorada com detalhes prateados.
A música tocada para marcar dança foi originalmente composta para se dançada tanto por bandas de mariachi quanto por conjuntos de cordas, com vários tipos de violões, harpas e violinos.

## Adaptações contemporâneas
A popularidade da composição de Jesús González Rubio levou-a a ser utilizadas em várias formas de mídia. Por exemplo em The Simpsons, o personagem Bumblebee Man (Abelhão) um personagem mexicano estereotipado, é representado através dessa música.
O jarabe também aparece no balé de Aaron Copland, Billy the Kid, tocado em tempo , com um trompete solo e acompanhamento de orquestra.